# گوهرمرغ بال‌خاکستری
گوهرمرغ بال‌خاکستری (نام علمی: Tijuca condita) نام یک گونه از تیره گوهرمرغان است.